# گرونتاردو
گرونتاردو (به ایتالیایی: Grontardo) یک کومونه در ایتالیا است که در استان کریمونا واقع شده‌است.

## خصوصیات
گرونتاردو ۱۲٫۲ کیلومترمربع مساحت و ۱٬۴۶۵ نفر جمعیت دارد و ۴۶ متر بالاتر از سطح دریا واقع شده‌است.